# Museo de Historia Natural Víctor Baca Aguinaga
El Museo de Historia Natural Víctor Baca Aguinaga es un museo peruano ubicado en el distrito de Chiclayo del departamento de Lambayeque. El museo depende de la Facultad de Ciencias Biológicas de la Universidad Nacional Pedro Ruiz Gallo.
Fue inaugurado el 21 de septiembre de 1995 y bautizado en honor a su benefactor, el ingeniero agrónomo y coleccionista Víctor Baca Aguinaga. En 2009 fue reinaugurado tras una reforma del local donde estaba instalado en el jirón Atahualpa 481. En 2012 el museo mudó su sede al interior del recinto universitario.
La colección del museo está formada por minerales y especies de la flora y fauna silvestre de Lambayeque que están en peligro de extinción. Las especies animales contiene ejemplares de las cinco clases de vertebrados; peces, anfibios, reptiles, aves y mamíferos, de los cuales los dos últimos grupos son las que se encuentran mayormente representadas. Todos ellos se encuentran conservados taxidermizados, en piel y estructuras óseas (esqueleto o cráneos).